# Dexetra
Dexetra是一家总部位于印度科钦市的科技公司。它研发了Android移动终端操作系统上一款名为iris的个人助理程序。Iris被视作苹果公司开发的Siri的竞争对手之一。此外，Dexetra还开发Android、iPhone、Windows Phone、塞班和黑莓平台的应用程序。
目前，Dexetra没有正式的中文名称。